# Vitaliy Syvouk
'Vitaliy ou Vitaliï Olegovitch Syvouk (en ukrainien : Сивук Віталій Олегович, en anglais : Vitaly Sivuk) est un joueur d'échecs ukrainien né le 1er janvier 1992 à Mykolaïv, grand maître international depuis 2014.
Il est affilié à la fédération suédoise des échecs depuis décembre 2022.
Au 1er avril 2024, il est le 3e joueur suédois avec un classement Elo de 2 551 points.

## Biographie et carrière
Syvouk remporta le championnat d'Ukraine des moins de 18 ans en 2010. le championnat d'Ukraine junior en 2011, le tournoi de MI de Cracovie en août 2011, l'open de Liberec et le mémorial Amitan en 2011.
En 2012, il finit premier ex æquo de l'open d'Olomouc (groupe C).
En 2014, il gagna le mémorial Jozef Kochan à Koszalin en Pologne devant Kamil Dragun et  l'open de Rewal.
Il obtint le titre de grand maître international en 2014.
En 2019, Syvouk  remporta le mémorial Tchigorine à Saint-Pétersbourg au départage devant Alekseï Aleksandrov et Ivan Botcharov.
En janvier 2024, il remporte la 51e édition (2023-2024) de la Rilton Cup à Stockholm devant les Israéliens Yahli Sokolovsky et Yair Parkhov.